# Ovidiu Raețchi
Ovidiu Alexandru Raețchi (n. 15 septembrie 1979, București) ocupă funcția de ambasador extraordinar și plenipotențiar al României în Japonia. 
Este un om politic liberal, actualul președinte cu rang de secretar de stat al Centrului Euro-Atlantic pentru Reziliență (E-ARC), hub internațional și organism de cercetare, ce are în vedere promovarea și urmărirea obiectivelor de reziliență ale NATO și ale UE. În perioada 2016-2022, a fost parlamentar liberal, fiind ales deputat în circumscripția electorală nr. 43 Diaspora și, ulterior, în circumscripția electorală nr. 42 București. 
De asemenea, în decembrie 2016, Ovidiu Raețchi a fost ales în funcția de vicepreședinte al Comisiei pentru apărare, ordine publică și siguranță națională din Camera Deputaților. În iulie 2017, Biroul Politic Executiv al PNL l-a desemnat în funcția de președinte al Comisiei de Apărare și Siguranță Națională a partidului, structură care coordonează politicile de apărare și siguranță națională ale PNL și care elaborează programul sectorial de guvernare al partidului.
Ovidiu Raețchi a absolvit Facultatea de Științe Politice din cadrul Școlii Naționale de Studii Politice și Administrative, două programe de masterat -  "Spațiul Islamic" de la Facultatea de Limbi și Literaturi Străine, respectiv "Cultură și civilizație ebraică"  de la Facultatea de Litere, ambele din cadrul Universității din București. Este Doctor în istorie (Facultatea de Istorie a Universității București) și Doctor în științe politice (SNSPA).

## Activitate politică
Ovidiu Raețchi și-a afirmat în repetate rânduri atașamentul față de valorile conservatoare clasice și a susținut  necesitatea unei poziționări ideologice a partidului din care făcea parte, Partidul Conservator, în dreapta eșicherului politic.
În urma susținerii publice a candidatului dreptei la prezidențialele din noiembrie 2014, Klaus Iohannis, precum și a unei alianțe cu Partidul Național Liberal, deputatul Ovidiu Raețchi a fost exclus din Partidul Conservator la data de 23 septembrie 2014.
Pe 25 septembrie 2014, acesta s-a afiliat grupului Partidului Național Liberal din Camera Deputaților.
Ulterior, a devenit purtător de cuvânt al PNL Sector 5, dar și vicepreședinte și purtător de cuvânt PNL Diaspora.
În iunie 2015, Raețchi a anunțat că va candida la primăria Sectorului 5: "Nu refuzi niciodată o luptă dreaptă, bărbătească și grea cu un pesedist. Intri în ring și trimiți pesedistul la plimbare. Noul sistem de alegeri pentru Parlament - bazat pe sistemul de listă - anulează aproape total farmecul unei lupte deschise în doi. Iată de ce o primărie nu se refuză dacă ai cât de cât vocația sportivă a confruntării."
La alegerile locale din 5 iunie 2016, Ovidiu Raețchi a obținut 26.30% (19.232 voturi), clasându-se pe locul 2, în urma candidatului PSD - Daniel Florea și în fața fostului primar Marian Vanghelie. Procentajul obținut de Ovidiu Raețchi a fost cel mai bun scor al unui candidat PNL în București la alegerile locale din 2016.
Ovidiu Raețchi este inițiatorul proiectului "Marea Grădină Centrală" care propune reamenajarea zonei din jurul Palatului Parlamentului. Se avea în vedere dărâmarea zidului curții Palatului Parlamentului și integrarea a 35 de hectare în circuitul verde al Capitalei prin construirea unui parc care să cuprindă aria din jurul Palatului Parlamentului, cea din jurul Casei Academiei și Parcul Izvor.
Pe 18 iulie 2016, Ovidiu Raețchi a devenit vicepreședinte PNL București, în urma ședinței Biroului Politic Național al PNL.
În noiembrie 2016, deputatul PNL Ovidiu Raețchi a derulat proiectul „Școala Liberală“, demers care a presupus organizarea unor seminarii și dezbateri cu profesori, experți, lideri politici sau ai societății civile. Temele abordate în cadrul acestor dezbateri și seminarii au fost: „Filosofie politica”, „Conservatorism”, „Libertarianism”, „Feminism”, „Comunicare politică”, „Managementul  campaniei electorale”, „Istoria Liberalismului Românesc”, „Jobul de parlamentar”.  Printre lectorii care susțin cursuri și seminarii se numără lideri ai partidului, precum Ionuț Stroe, Radu Carp, dar și membri ai societății civile sau jurnaliști precum Ovidiu Neacșu. De asemenea, Ovidiu Raețchi a lansat publicația "Liberalul", o inițiativă ideologică a PNL.

## Activitate parlamentară
La alegerile parlamentare de pe 11 decembrie 2016, Ovidiu Raețchi a fost ales deputat în circumscripția 42 București, pe listele PNL. Raețchi se află la al doilea mandat de deputat.
La alegerile parlamentare din decembrie 2012, Ovidiu Raetchi a fost ales deputat in circumscripția 43 Diaspora, Colegiul uninominal 4 Orientul Mijlociu – Africa pe listele alianței Uniunea Social Liberală din partea Partidului Conservator.
În 2012, Ovidiu Raețchi a fost ales deputat în circumscripția electorală nr. 43 Diaspora, colegiul uninominal nr. 4 Orientul Mijlociu - Africa. La alegerile din anul 2012 a obținut 52%, fiind votat cu precădere de militarii români din Afganistan, de românii din Israel și din unele țări arabe (Palestina, Iordania, Tunisia, Maroc).
În legislatura 2012-2016 a fost membru al următoarelor comisii permanente:
- Comisia pentru apărare, ordine publică și siguranță națională
- Comisia pentru comunitățile de români din afara granițelor țării

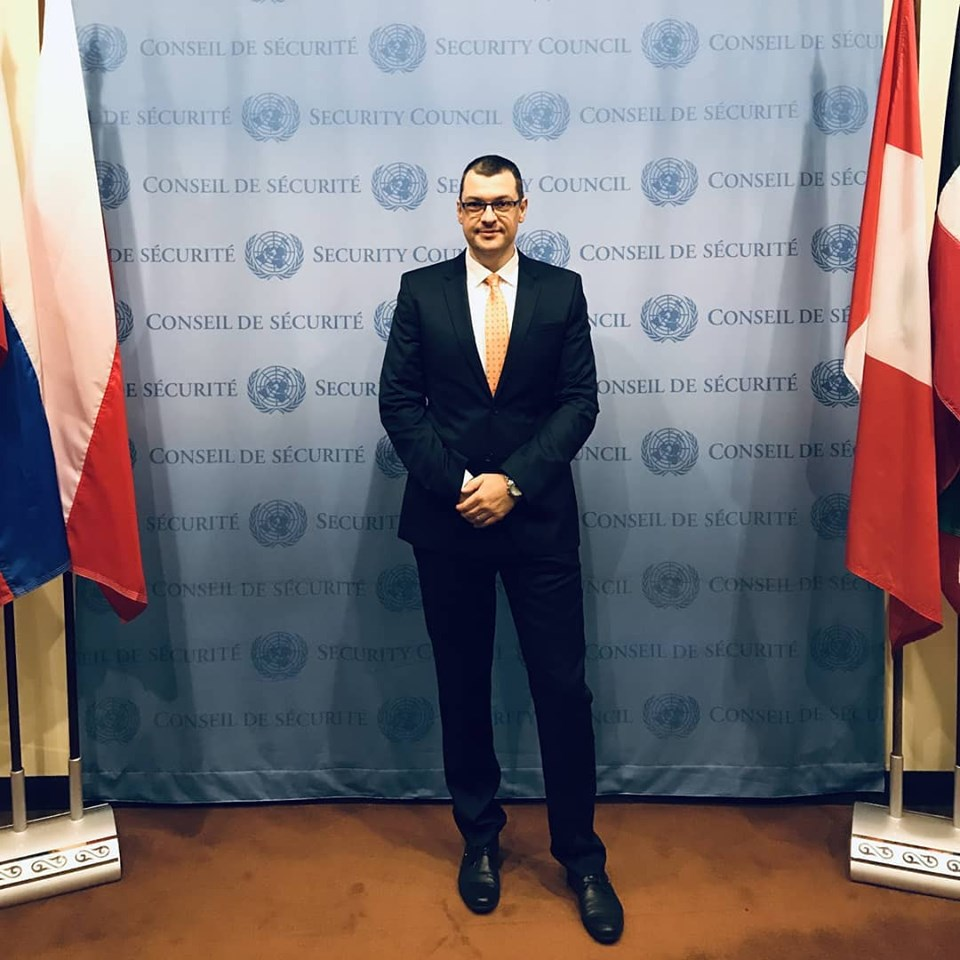
Ovidiu Raețchi la Națiunile Unite din New York

În legislatura 2016-2020, Raețchi a inițiat proiecte de legi pentru restaurarea clădirilor cu risc seismic; înființarea Muzeului Național al Victimelor Comunismului; prevenirea și combaterea violenței domestice,  protecția persoanelor cu sindrom Down, dar și sancționarea parcagiilor ilegali.
De asemenea, în calitate de deputat a inițiat demersuri controversate precum sprijinirea Opoziției siriene prin deschiderea unei reprezentanțe politice a revoluționarilor la București sau expulzarea ambasadorului assadist la București. A susținut că statele Golfului Persic (Emiratele Arabe Unite, Arabia Saudită) ar trebui să reprezinte o prioritate strategică a statului român.
A intervenit în scandalul privind evacuarea Muzeului Literaturii, adresând președinților celor două Camere ale Parlamentului o scrisoare în care propune mutarea Muzeului Literaturii Române în Palatul Parlamentului.
Plasându-se, alături de PDL și PNL, în zona “reformiștilor”, a solicitat Biroului Permanent al Camerei Deputaților modificarea Regulamentului Camerei Deputaților pentru asigurarea votului deschis la solicitările de ridicare a imunității parlamentare.
Ca membru al Comisiei de Apărare a militat pentru creșterea banilor dedicați Armatei, în raport cu criteriile NATO. Pe 25 aprilie 2014 a cerut Ministrului Apărării Naționale Mircea Dușa creșterea bugetului pentru modernizarea Armatei Române.
 În data de 17 aprilie 2014 a solicitat  Ministerului Apărării Naționale creșterea prezenței românești în cadrul AWACS.
S-a pronunțat în numeroase rânduri pentru o dezbatere națională pe tema monarhiei. Pe 5 aprilie 2014 a trimis o scrisoare președinților celor două Camere ale Parlamentului în care prezenta necesitatea deschiderii unei dezbateri pe tema unei eventuale ipoteze a monarhiei în România.
Este inițiatorul prin lege al Avocatului Diasporei, vicepreședinte al Avocatului Poporului specializat în problemele românilor de pretutindeni.
În contextul intensificării tensiunilor din Egipt, Raețchi a avertizat Ministerul Afacerilor Externe, Președinția și corpul diplomatic romăn din Egipt că există o stare de pericol real pentru cetățenii români afectați de violențele din zonă. După normalizarea situației  a cerut reintroducerea cursei de linie București-Cairo.
Ovidiu Raetchi este inițiatorul legii privind instituirea Centrelor Comunitare Românești în străinătate, în statele în care sunt înregistrați la misiunile diplomatice ale României cel puțin 5,000 de cetățeni români.  Prin aceste structuri, românii din Diaspora desfășoară programe cu caracter cultural, educativ, artistic în scopul asigurării coeziunii comunitare și a promovării identității naționale.
Până la alegerea în funcția de deputat a fost președintele Fundației pentru Apărarea Cetățenilor Împotriva Abuzurilor Statului.

## Viața privată
Acesta are 3 copii: Raețchi Sofia, Raețchi Agata, Raețchi Petru.
Începând cu 4 septembrie 2016, Ovidiu Raețchi este căsătorit cu Laura Diana Raețchi ,(Sitea, înainte de căsătorie), expert al Organizatiei Natiunilor Unite pentru zona Orientului Mijlociu și singurul român care a făcut parte din echipa de negociere cu Siria. Născută la Brașov, Laura Sitea a absolvit Universitatea Americană din Bulgaria cu o bursă Soros și, ulterior, programul de masterat la The Fletcher School of Law and Diplomacy din Massachusetts. Din anul 2006 este analist ONU pentru dosarele Sudan și Siria.
Ovidiu Raețchi a publicat opt cărți de eseuri și analize politice:
- Esteistica, Editura Niculescu, 2004
- Din Agora, Editura Intact, 2012
- Anti-Dughin. Civilizatia Crestin-democrata si un proiect pentru Rusia, 2014[36]
- Teoria Marelui Licurici & alte idei de dreapta, 2014[37]
- Scurt tratat despre iubire, (2017)[38] - o culegere de eseuri în care Ovidiu Raețchi pune sub lupă unele dintre marile întrebări despre iubire. Răspunsurile din eseurile sale presupun o întoarcere critică la idei clasice precum cele ale lui Platon, Stendhal, Kierkegaard sau Ortega y Gasset. O carte tonică, fără mize solemne, reprezintă o abordare din perspectiva istoriei culturii și a filosofiei a unor teme erotice esențiale.[39]
- Soldatul Putin și filozoful Dughin. Civilizația rusă în fața unei noi erori imperialiste[40](2017) - o anatomie a ideologiei expansioniste a Rusiei și a mistificărilor pe care se întemeiază. În ultimele două secole, Rusia a folosit trei ideologii expansioniste: • Ideologia țaristă: naționalistă, imperialistă, panslavistă, ortodoxistă;  • Ideologia comunistă: universalistă, imperialistă, laică;  • Ideologia Putin-Dughin: naționalistă, imperialistă, eurasianistă, ortodoxistă.  Primele decenii ale URSS au fost, poate paradoxal, singurele momente în care Imperiul Rus a căpătat o putere de seducție notabilă, bazându-se pe o doctrină cu cuprindere universală, care putea captiva marii intelectuali occidentali ai epocii. Mizând pe naționalism, Putin și predecesorii săi, țarii, au ales, în schimb, să se sprijine numai pe forță și teamă. Imperiul Rus eurasianist visat de Dughin e înjghebat pe baza a două mistificări civilizaționale, care îl fac imposibil practic: o mistificare ortodoxistă și una asianistă. Soldatul Putin și filozoful Dughin explică cele două denaturări.
- Tzahal: o istorie a armatei israeliene[41](2019) reprezintă o radiografie în peste 600 de pagini a istoriei și provocărilor cu care se confruntă astăzi una dintre cele mai puternice, mai active și mai apreciate armate din lume. Începând cu primele forțe de autoapărare organizate în Palestina de pionerii sioniști la începutul secolului XX (Shomrim, Hashomer) și continuând cu structurile mai complexe care au luptat pentru fondarea unui stat evreiesc (Hagana, Palmach, dar și formațiunile revizioniste Irgun sau Lehi), lucrarea lui Ovidiu Raețchi ajunge până în zilele noastre, incluzând chiar și ultimele ciocniri cu Hamas și Hezbollah din vara anului 2019. Operațiunile ultimelor decenii din Gaza, Cisiordania sau Liban se bucură, de altfel, de un spațiu larg. Totuși, cele mai ample capitole vizează analiza contextului politic, psihologiei liderilor, strategiei militare și armamentului utilizat în marile confruntări cu statele arabe din 1948 (Războiul de Independență), 1967 (Războiul de Șase Zile) sau 1973 (Războiul de Yom Kippur). Raețchi își propune să ofere portrete detaliate ale marilor generali israelieni (de la Moshe Dayan la Yitzhak Rabin, de la Yigal Allon la Ehud Barak, de la Ariel Sharon la Yoni Netanyahu). Cartea analizează armele folosite de militarii israelieni, industria de apărare israeliană, activitatea forțelor speciale ale Tzahal care intervin în operațiuni antiteroriste sau care operează sub acoperire în teritoriul inamic, dar și evoluția și misiunile majore ale Mossad sau Aman.
- Avangarda Califatului: O Istorie Intelectuală a Jihadismului[42](2019) urmărește transformarea ideilor islamiste între Renașterea arabă (al-Nahda), care se conturează în secolul al XIX-lea, pe fondul influenței în creștere a Occidentului în Orientul Mijlociu, și până la războiul declarat de al-Qaeda și Statul Islamic la adresa aceluiași Occident. Ovidiu Raețchi analizează modul în care modernismul islamic și salafismul - inițial ideologii relativ deschise către modernitatea științifică - se radicalizează accelerat în contact cu wahhabismul promovat de dinastia saudită, dar și cu spiritul totalitar al fascismului și comunismului în anii '30. "Avangarda Califatului" vorbește despre filierele geografice de dezvoltare ideologică a jihadismului: prima filieră egipteană (Hassan al-Banna și fondarea Frăției Musulmane în contextul apelurilor lui Rashid Rida pentru un nou Califat); filiera indo-pakistaneză; a doua filieră egipteană (Sayyid Qutb, cel mai influent teoretician jihadist); a treia filieră egipteană (Shukri Mustafa și Faraj - ultimul fiind liderul asasinilor președintelui egiptean Anwar Sadat); filiera iraniană (Ali Shariati, Khomeini - teoreticienii Revoluției din 1979); filiera palestiniano-iordaniană (Abdullah Azzam și Abu Musab al Zarqawi); a patra filieră egipteană (Ayman al-Zawahiri și Abdel-Rahman); filiera saudită (Osama bin Laden); filiera irakiană (Abu Bakr al-Baghdadi, liderul ISIS). Biografiile și lucrările acestor gânditori și luptători jihadiști sunt analizate în detaliu, punându-se accent pe momentele în care gândirea lor impune noi etape de radicalizare în istoria intelectuală islamistă.
- Istoria Holocaustului. Desființarea omului: de la ascensiunea lui Hitler până la execuția lui Eichmann[43] (2022) e o sinteză a celei mai cutremurătoare crime din secolul XX: anihilarea deliberată, printr-o veritabilă „bandă industrializată a morții“, a unui intreg popor. Cartea trece în revistă originile intelectuale ale nazismului, psihologia lui Hitler și politicile antisemite ale fiecarui stat european, din Germania până în România, din Scandinavia până în Italia, din Franța până în Grecia și în Ungaria. Un loc special îl ocupă etapele în care conducatorii celui de-al Treilea Reich au ajuns să conceapă Soluția Finală și modul în care aceasta a fost aplicată în lagarele de exterminare de la Chełmno, Bełzec, Sobibór, Treblinka, Majdanek si Auschwitz-Birkenau. „Holocaustul prin gloanțe“, comis de naziști cu precădere în Uniunea Sovietică, este reconstituit prin numeroase relatări ale supraviețuitorilor și ale martorilor, în vreme ce legile antisemite care pregătesc Shoah-ul sunt analizate în detaliu.